# Liste der türkischen Botschafter in Neuseeland
Der Botschafter leitet die Türkische Botschaft Wellington.
Der Botschafter in Wellington ist regelmäßig auch bei den Regierungen in Suva (Fidschi, 17. November 1975), Nukuʻalofa (Tonga, 26. Januar 1976), Apia, (Samoa, 12. April 1979), Funafuti (Tuvalu, 19. Juli 1979) und Avarua (Cookinseln 28. Oktober 2008) akkreditiert.

## Geschichte
Zwischen dem Territorium von Neuseeland und dem Osmanischen Reich gab es Handelsbeziehungen. Seit 1937 regelte ein Konsularabkommen die Exequatur von Konsulen.
1941 gab es einen Honorarkonsul in Auckland.
Ab 1978 war der Botschafter in Canberra regelmäßig auch in Wellington akkreditiert,
Im Dezember 1991 wurde Teoman Sürenkök zum ersten Botschafter in Wellington ernannt, wo er am 10. Februar 1992 bei Catherine Tizard, Generalgouverneurin von Neuseeland, akkreditiert wurde.
| Ernennung Akkreditierung | Botschafter        | Bemerkung | Liste der Ministerpräsidenten der Türkei | Liste der Premierminister von Neuseeland | Posten verlassen |
| ------------------------ | ------------------ | --- | ---------------------------------------- | ---------------------------------------- | ---------------- |
| 31. Jan. 1992            | Teoman Sürenkök    | 1986: Leiter der Abteilung bilaterale Abkommen, 1987–1990: Botschafter in Tirana, 1999: türkische Handelsmission in Taipei | Süleyman Demirel                         | Jim Bolger                               | 30. Okt. 1995    |
| 1. Nov. 1995             | Halit Güvener      | 12\|1984-11\|02\|1988: Botschafter in Dhaka, 1988–1990: Botschafter in Budapest. | Tansu Çiller                             | Jim Bolger                               | 30. März 1998    |
| 1. Apr. 1998             | Ahmet H. Ermişoğlu | 27. Dezember 1989 – 16. Mai 1993: Botschafter in Dhaka | Mesut Yılmaz                             | Jenny Shipley                            | 15. Sep. 2001    |
| 1. Okt. 2001             | Ali Ünal Maraşlı   | | Bülent Ecevit                            | Helen Clark                              | 31. März 2004    |
| 1. Juni 2005             | M. Uğur Ergun      | 1985: Gesandtschaftsrat in London, 1992: Gesandtschaftsrat in Washington, D.C. | Recep Tayyip Erdoğan                     | Helen Clark                              | 25. Juni 2008    |
| 12. Mai 2009             | Mehmet Taşer       | | Recep Tayyip Erdoğan                     | John Key                                 | 16. Dez. 2010    |
| 15. Jan. 2011            | Ali Yakıtal        | (* 1. Januar 1948 in Istanbul) 1968: Abitur: St. Joseph High School (Istanbul), 1972: Studium der Politikwissenschaft an der Universität Ankara, 2000–2003: Gesandtschaftsrat des Ausschusses für auswärtige Angelegenheiten der Großen Nationalversammlung der Türkei, 2003–2006: Botschafter in Khartum (Sudan), 1. Okt. 2009-1. Mär. 2010: Botschafter in Rom, 15. Januar 2011 – 16. Mai 2012: Botschafter in Wellington.    | Recep Tayyip Erdoğan                     | John Key                                 | 16. Mai 2012     |
| 4. Juni 2012             | Damla Yeşim Say    | (* 1965 in Ankara) Studium der öffentlichen Verwaltung und der Politikwissenschaft an der Technischen Universität des Nahen Ostens, 1987: Eintritt in den auswärtigen Dienst. wurde in Bagdad, Tokio, Mission beim Büro der Vereinten Nationen in Genf, und beim UN-Hauptquartier beschäftigt, 2010–2012: Leitung der Abteilungen Europa, Kaukasus, Asien und der Balkan, Juni 2012: Ernennung zur Botschafterin in Wellington. | Recep Tayyip Erdoğan                     | John Key                                 |                  |